# USS La Vallette (DD-448)
USS La Vallette (DD-448) – amerykański niszczyciel typu Fletcher, służący w United States Navy w czasie II wojny światowej.
"La Vallette" był drugim okrętem Marynarki noszącym nazwę upamiętniającą kontradmirała Elie'go A.F. La Vallette'a (1790–1862).
Stępkę okrętu położono 27 listopada 1941 w stoczni Federal Shipbuilding and Dry Dock Company w Kearny w stanie New Jersey. Zwodowano go 21 czerwca 1942; matką chrzestną okrętu była pani Lucy La Vallette Littel, prawnuczka kontradmirała. Okręt oddano do służby 12 sierpnia 1942 r., z komandorem podporucznikiem H. H. Hendersonem jako dowódcą.